# Tempel des Großen Buddha in Zhangye

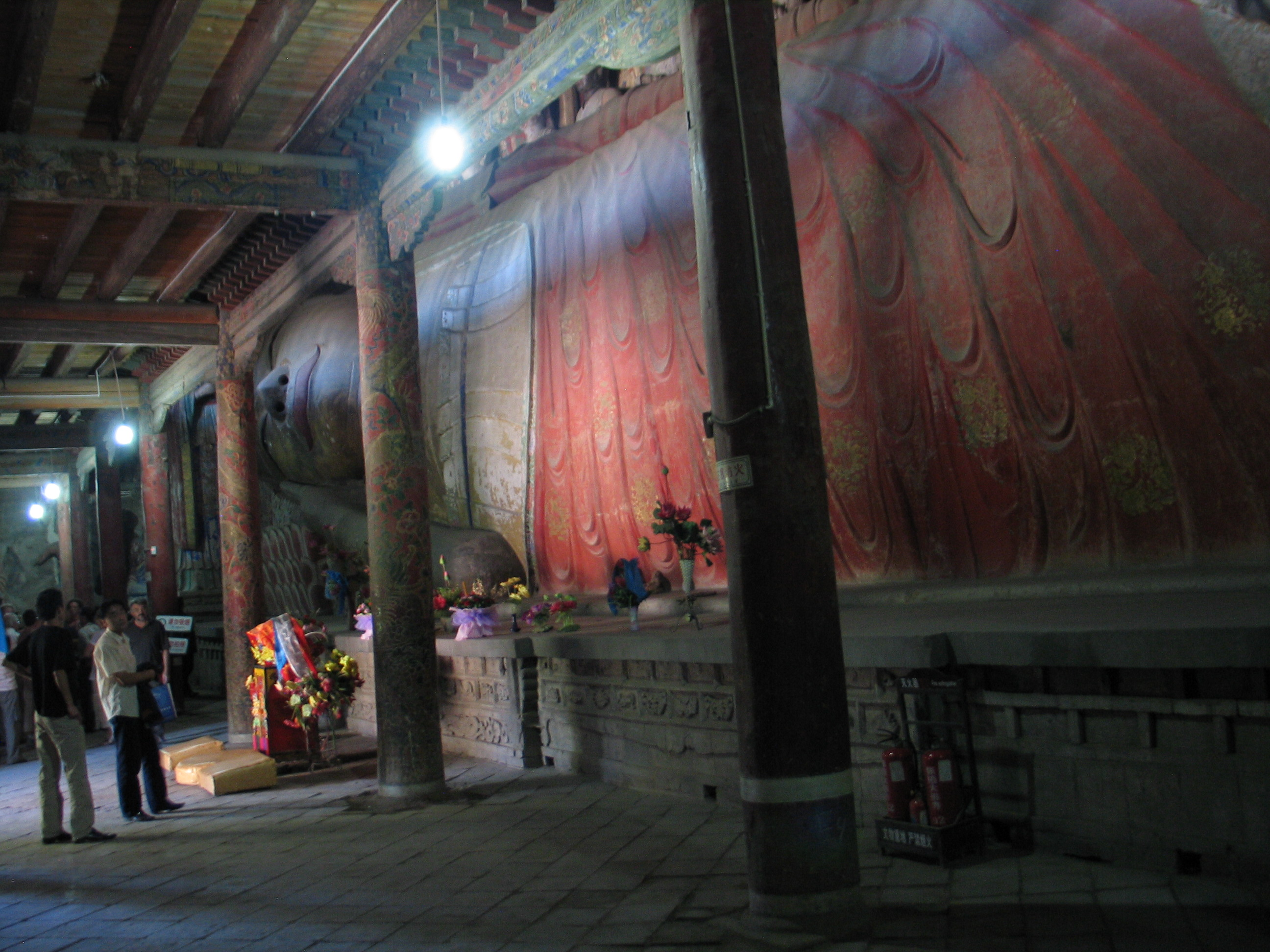
Großer Buddha in Zhangye

Der Tempel des Großen Buddha in Zhangye (chinesisch 张掖大佛寺, Pinyin Zhāngyè Dàfó sì) ist ein buddhistischer Tempel im Südwesten von Zhangye in der chinesischen Provinz Gansu. Er wurde 1098 erbaut und stammt aus der Zeit der Xixia (Westliche Xia). Er hieß ursprünglich Kashyapa-Tathagata-Tempel (Jiāyè Rúlái sì 迦叶如来寺) und wird auch Tempel des Schlafenden Buddha (Wòfó Sì 卧佛寺) genannt. In dem Tempel befindet sich der größte liegende Buddha Chinas.
Der vergoldete und bemalte Große Buddha liegt in der Nirwana-Position in der Mitte der Halle. Die Figur ist 34,5 Meter lang, ihre Schulterbreite beträgt 7,5 Meter, sie hat Füße von 4 Metern und Ohren von 2 Metern Länge. Hinter dem Buddha befinden sich zehn Schüler, in den südlichen und nördlichen Nebenhallen stehen achtzehn Arhats (Luohan 罗汉). Die Wände der Halle sind mit bunten Wandmalereien versehen, die Episoden aus zwei bekannten Romanen der Ming-Zeit: der Reise nach Westen (Xiyouji 西游记) und dem Fengshen yanyi (封神演义 ‚Die Metamorphosen der Götter‘) zeigen.
Seine Lehmpagode hat dreizehn Geschosse und ist über 33 m hoch.
Es heißt, dass Sorkhatani Beki (Bieji 别吉) im Tempel des Großen Buddha gelebt und hier Kublai Khan geboren habe.
Der Tempel des Großen Buddha in Zhangye steht seit 1996 auf der Liste der Denkmäler der Volksrepublik China (4-112).
Das Zhangye-Museum befindet sich auf seinem Gelände.